# Familie 24

Logo van Familie 24

Familie 24 (voorheen Opvoeden doe je zo) was een digitaal themakanaal van de NPO over opvoeden. De zender is onderdeel van Nederland 24 en te zien via digitale kabel en ip-televisie. Het kanaal deelde zendtijd met Z@ppelin 24, en was beschikbaar van half negen 's avonds tot half drie 's nachts. Z@ppelin24 was er op de tussenliggende tijd. Z@ppelin 24 biedt ruimte aan (oude) bekende en nieuwe peuter- en kleuterprogramma's. Op Familie24 zijn bekende programma's voor en over de hele familie te zien maar ook extra's en documentaires die speciaal voor Familie24 zijn gemaakt of aangekocht.
Familie24 is opgegaan in Z@pp24.